# 公子朝 (赵国)
公子朝（？—？），嬴姓，趙氏，名朝，中国战国时期赵国的公子，赵武公的儿子。赵武公死后，侄子赵敬侯即位。赵敬侯元年（前386年），公子朝与赵敬侯争夺君位，作乱不成，出奔魏国。与魏国军队一起进袭赵国邯郸，未能攻克。